# Freeport Police Department

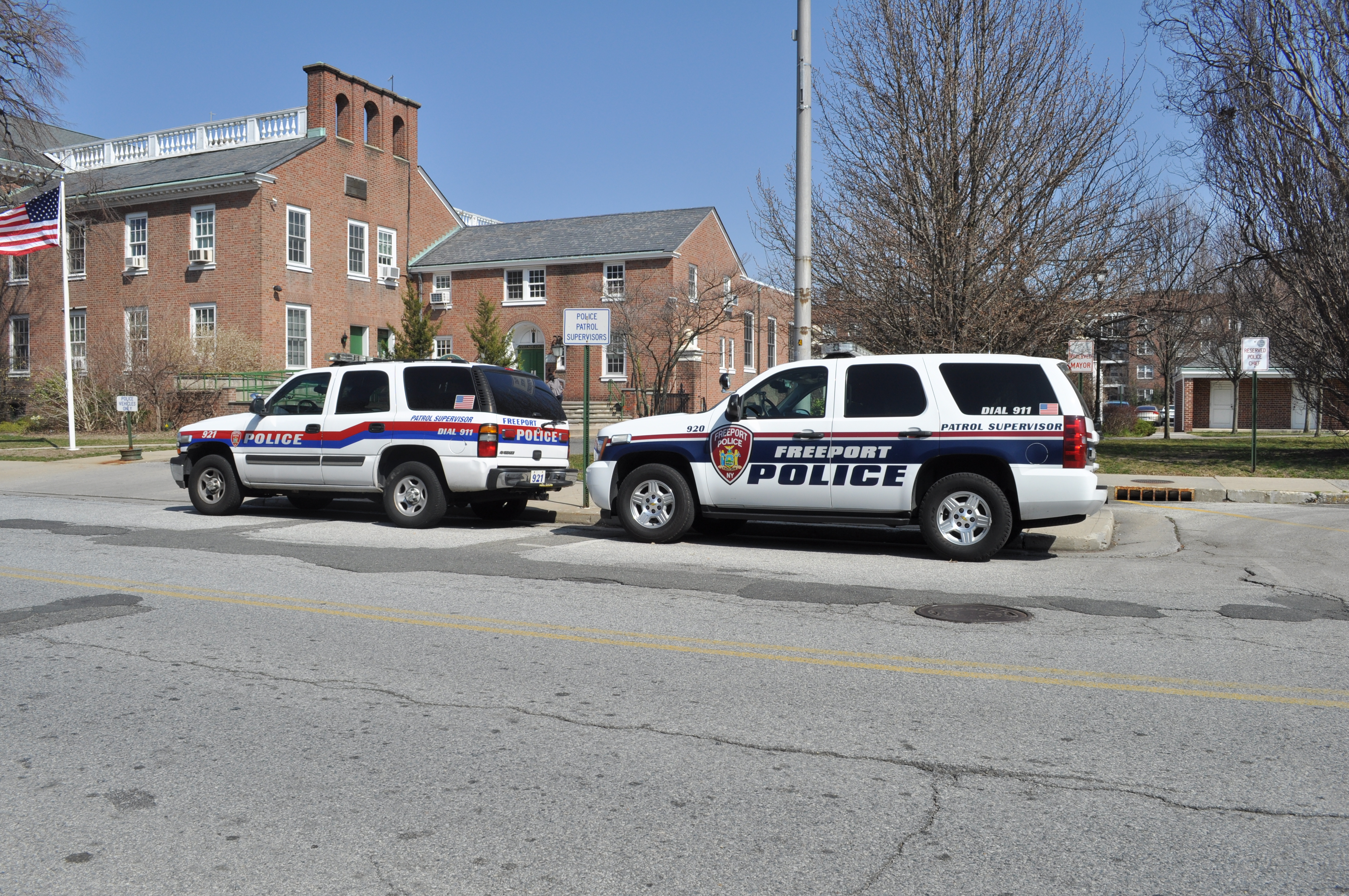
Samochody służbowe Freeport Police Department

Freeport Police Department (FPD) – samodzielna organizacyjnie jednostka policji Village of Freeport w Nassau County w stanie Nowy Jork, finansowana i zarządzana przez władze Freeport, w ramach odpowiedniego departamentu. Utworzona została w 1894 roku, obecnie w jej skład wchodzi około 92 funkcjonariuszy oraz 47 cywilnych osób wsparcia.